# Президентські вибори у США 1824
Президентські вибори в США 1824 року проходили в умовах однопартійності після того як федералістська партія була розпущена, і в Сполучених Штатах залишилася єдина Демократично-республіканська партія. На виборах республіканці були представлені 4 окремими кандидатами. Пізніше фракція Ендрю Джексона перетворилася на Демократичну партію, а фракції під керівництвом Джона Квінсі Адамса та Генрі Клея стали Національною республіканською партією (згодом партією Вігів). 9 лютого 1825 року Джон Квінсі Адамс був проголошений президентом палатою представників.
На виборах жоден із претендентів не отримав більшості голосів, тому їх результат був вирішений палатою представників. Президентом став кандидат, який не набрав найбільше число голосів (оскільки для перемоги потрібно було  більшість , а не просто найбільше число). Крім того, в цей час не всі штати проводили загальне голосування — в декількох штатах вибори вирішувалися на законодавчих зборах штатів.

## Вибори

### Результати

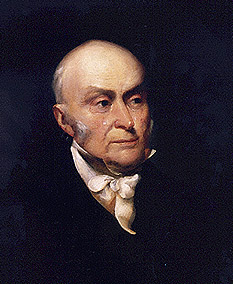
Джон Квінсі Адамс був обраний шостим президентом США рішенням палати представників.

| Кандидат               | Партія                              | Виборці   | Виборці | Виборники |
| Кандидат               | Партія                              | Кількість | %       | Виборники |
| ---------------------- | ----------------------------------- | --------- | ------- | --------- |
| Ендрю Джексон          | Демократично-республіканська партія | 151.271   | 41,3 %  | 99        |
| Джон Квінсі Адамс      | Демократично-республіканська партія | 113.122   | 30,9 %  | 84        |
| Вільям Гарріс Кроуфорд | Демократично-республіканська партія | 40.856    | 11,2 %  | 41        |
| Генрі Клей             | Демократично-республіканська партія | 47.531    | 13,0 %  | 37        |
| Массачусетські голоси  |                                     | 6616      | 1,8 %   | 0         |
| інші                   |                                     | 6437      | 1,8 %   | 0         |
| Всього                 | Всього                              | 365.833   | 100 %   | 261       |